# Bisbat de Lanusei
El bisbat de Lanusei (italià: Dioecesis Lanusei; llatí: Dioecesis Oleastrensis) és una seu de l'Església catòlica, sufragània de l'arquebisbat de Càller, que pertany a la regió eclesiàstica Sardenya. El 2010 sumava amb 68.057 batejats sobre 68.945 habitants. Actualment està dirigida pel bisbe Antonio Mura.

## Territori
La diòcesi s'estén per la províncies de Nuoro i la Sardenya del Sud. En formen part els següents municipis: Lanusei, Arzana, Bari Sardo, Baunei, Cardedu, Elini, Escalaplano, Esterzili, Gairo, Girasole, Ilbono, Jerzu, Loceri, Lotzorai, Osini, Perdasdefogu, Sadali, Seui, Seulo, Talana, Tertenia, Tortolì, Triei, Ulassai, Urzulei, Ussassai, Villagrande Strisaili, Villaputzu.
La seu episcopal és la ciutat de Lanusei, on es troba la catedral de Santa Maria Maddalena.
El territori està dividit en 34 parròquies, agrupades en 4 vicariats.

## Història
La primera notícia d'aquesta diòcesi data del segle xi vinculada a la figura de Sant Jordi de Suelli, segons la tradició, el primer bisbe d'aquesta diòcesi, enterrat en Suelli que segons la tradició va ser sempre seu episcopal.
En 1420 el Papa Martí V va sancionar la unió de la Diòcesi de Barbagia (Barbaria) a l'arxidiòcesi de Càller.
No va ser fins a 1777 per a la primera iniciativa per a la restauració d'aquesta diòcesi, per a la separació de la mitra arquebisbal de Càller. Així s'explica amb el «Dictamen del Consell Suprem de Torí» sobre el «Pla desenvolupat per la Junta de Càller» del 28 de desembre de 1797.
Posteriorment, després de la petició de 29 de gener de 1824 del rei Carles Fèlix, el 4 agost de 1824 es va publicar el decret consistorial Summa Gratia amb el qual es fixen els punts constituents essencials de la nova diòcesi d'Ogliastra.
El 8 de novembre, es publicà la butlla Apostolatus Officium del Papa Lleó XII amb la qual la diòcesi d'Ogliastra es convertia en bisbat autònom a Tortoli. Per decret de 22 de maig de 1825, Monsenyor Navoni, arquebisbe de Càller, comença la vida de la nova diòcesi.
Al llarg del segle xix, la diòcesi de l'Ogliastra tenia una marcada discontinuïtat en la successió episcopal, que es caracteritzà per llargs períodes de seu vacant.
El Papa Pius XI amb la butlla Suprems Pastoralis de 5 de juny de 1927 decretà la transferència de la seu i la càtedra ogliastrina juntament amb el capítol de la catedral, amb els beneficis i en el seminari de Tortoli a Lanusei. El rendiment va ser fet pel bisbe Giuseppe Miglior amb la seva arribada el 4 de desembre de 1927.
El 30 de setembre de 1986, com a part d'una reorganització general de les diòcesis italianes, de conformitat amb el Decret Cum procedere de la Congregació per als Bisbes, la diòcesi assumí el seu nom actual, mantenint el nom llatí de Dioecesis Oleastrensis.

## Cronologia episcopal
- Serafino Carchero, O.F.M.Cap. † (11 de novembre de 1824 - 20 de gener de 1834 nomenat bisbe de Bisarchio)
  - Sede vacante (1834-1838)
- Giorgio Manurrita † (13 de setembre de 1838 - 4 de desembre de 1844 mort)
  - Sede vacante (1844-1848)
- Michele Todde, Sch.P. † (14 d'abril de 1848 - 22 de desembre de 1851 mort)
  - Sede vacante (1851-1871)
- Paolo Giuseppe Maria Serci Serra † (24 de novembre de 1871 - 25 de setembre de 1882 nomenat arquebisbe d'Oristany)
- Antonio Maria Contini † (25 de setembre de 1882 - 16 de gener de 1893 nomenat bisbe de Ampurias e Tempio)
- Salvatore Depau † (12 de juny de 1893 - 12 de desembre de 1899 mort)
- Giuseppe Paderi † (28 de març de 1900 - 30 d'octubre de 1906 mort)
  - Sede vacante (1906-1910)
- Emanuele Virgilio † (2 de maig de 1910 - 27 de gener de 1923 mort)
- Antonio Tommaso Videmari † (2 de març de 1923 - 13 de febrer de 1925 renuncià)
  - Maurilio Fossati † (1925 - 1927) (administrador apostòlic)
- Giuseppe Miglior † (15 de juliol de 1927 - 6 de maig de 1936 mort)
- Lorenzo Basoli † (28 d'octubre de 1936 - 4 de juliol de 1970 mort)
- Salvatore Delogu † (2 de febrer de 1974 - 8 de gener de 1981 nomenat bisbe de Sulmona e Valva)
- Antioco Piseddu (29 de setembre de 1981 - 31 de gener de 2014 jubilat)
- Antonio Mura, dal 31 de gener de 2014

## Estadístiques
A finals del 2010, l'arxidiòcesi tenia 68.057 batejats sobre una població de 68.945 persones, equivalent al 98,7% del total.
| any  | població | població | població | sacerdots | sacerdots       | sacerdots       | sacerdots             | diaques | religiosos | religiosos | parroquies |
| ---- | -------- | -------- | -------- | --------- | --------------- | --------------- | --------------------- | ------- | ---------- | ---------- | ---------- |
| any  | batejats | total    | %        | total     | clergat secular | clergat regular | batejats por sacerdot | diaques | homes      | dones      |            |
| 1950 | 55.000   | 55.000   | 100,0    | 57        | 49              | 8               | 964                   |         | 18         | 26         | 28         |
| 1980 | 74.200   | 77.500   | 95,7     | 58        | 46              | 12              | 1.279                 |         | 18         | 78         | 30         |
| 1990 | 72.296   | 72.460   | 99,8     | 51        | 40              | 11              | 1.417                 |         | 13         | 43         | 33         |
| 1999 | 71.085   | 71.320   | 99,7     | 50        | 40              | 10              | 1.421                 | 2       | 13         | 40         | 34         |
| 2000 | 71.107   | 71.301   | 99,7     | 48        | 39              | 9               | 1.481                 | 2       | 11         | 39         | 34         |
| 2001 | 71.222   | 71.430   | 99,7     | 49        | 40              | 9               | 1.453                 | 2       | 11         | 37         | 34         |
| 2002 | 71.165   | 71.393   | 99,7     | 47        | 38              | 9               | 1.514                 | 2       | 11         | 34         | 34         |
| 2003 | 69.149   | 69.342   | 99,7     | 51        | 43              | 8               | 1.355                 | 2       | 10         | 28         | 34         |
| 2004 | 68.943   | 69.129   | 99,7     | 52        | 44              | 8               | 1.325                 | 5       | 10         | 26         | 34         |
| 2010 | 68.057   | 68.945   | 98,7     | 52        | 45              | 7               | 1.308                 | 8       | 9          | 19         | 34         |